# Henry M. Teller
Henry M. Teller (Granger, 1830. május 23. – Denver, 1914. február 23.) az Amerikai Egyesült Államok Colorado államának szenátora.